# Buss Group
Die Buss Group GmbH & Co. KG ist ein Hamburger Unternehmen im Feld der maritimen Logistik, das 1920 als Stauerei im Hamburger Hafen gegründet wurde. Geschäftsführender Gesellschafter ist Johann Killinger. Buss ist eine international agierende Unternehmensgruppe mit Engagements in den Bereichen Hafenlogistik, Schifffahrt, Logistikimmobilien, Windenergie, Gas und Wasserstoff und Investments.

## Geschichte
1920 gründete der Hamburger Gerhard Buss die Gerd Buss Stauerei, in die ein Jahr später auch sein Bruder Hinrich einstieg. Anfang der 1930er Jahre entwickelte sich Buss zu den führenden Stauereien im Hamburger Hafen. Mehr als 20 in- und ausländische Linienreedereien zählten zu den Kunden. Durch den Beginn des Zweiten Weltkriegs kam alles zum Erliegen. Nach Ende des Krieges wurden wieder regelmäßig Schiffe – zunächst vor allem für britische Besatzungstruppen – abgefertigt.
Bei Einführung des Containers zu Beginn der 1960er Jahre glaubte Buss, dass nur die Hauptverkehre containerisiert werden würden und fokussierte sich auf das verbleibende konventionelle Umschlagsgeschäft. Zwischen den 1960er und 1980er Jahren kaufte Buss insgesamt fünf konventionelle Umschlagterminals im Hamburger Hafen, die vor allem von Entwicklungsländern und von den Staatsreedereien des Ostblocks angelaufen wurden, weil diese noch weiter Stückgut transportierten. 
1970 gründete Buss gemeinsam mit der Reederei Aug. Bolten eine gemeinsame Finanzholding. So erhielten Hans Helmut Killinger und Johann Binder Geschäftsanteile von Buss.
Mit dem Ende des Ostblocks Ende der 1980er Jahre brach mit dem Stückgutgeschäft das Kerngeschäft von Buss ein. Hunderte Mitarbeiter mussten entlassen werden. Buss schloss und verkaufte Umschlagterminals und musste sich von Beteiligungen an Containerdepots trennen. 
Ab 1991 stieg das Hamburger Unternehmen unter Leitung von Johann Dillinger, Sohn des Gesellschafters Hans-Helmut Killinger, in die Entwicklung von Logistikimmobilien ein. Buss entwickelte zunächst vor allem in und um den Hamburger Hafen, später bundesweit Logistikzentren. Seit 2005 firmiert der Bereich Logistikimmobilien unter dem Namen Ixocon. Bis heute hat das Unternehmen mehr als 60 Logistikzentren u. a. für Amazon entwickelt.
Im Jahr 1994 übertrug Hans Helmut Killinger seine Minderheitsbeteiligung an Buss auf Johann Killinger. Im Jahr 2002 übernahm Johann Killinger sämtliche Anteile an Buss. 
2003 gründete Buss das Emissionshaus Buss Capital, das vor allem Kapitalanlagen im Bereich Container, aber auch in anderen Assetklassen anbietet. Seit 2006 kümmert sich eine Beteiligung von Buss Capital in Singapur um das Management der Container.
Ab 2005 übernahm das Hamburger Unternehmen weitere Umschlagsterminals, zunächst in Sassnitz, später in Stade sowie in Eemshaven an der Emsmündung. Das Terminal in Eemshaven ist heute einer der führenden Häfen für die Offshore Windindustrie in der Nordsee. Aus den Aktivitäten für die Offshore Windindustrie entwickelte Buss Aktivitäten im Onshore Windgeschäft. Hier ist Buss seit 2017 als Servicedienstleister für Installation, Wartung und Reparatur von Windkraftanlagen und Rotorblättern tätig. 
2009 gründete Buss die Beteiligung Buss Shipping, die sich um das Management von Containerschiffen kümmerte. Seit der Fusion mit der etablierten Hamburger Reederei Leonhard&Blumberg im Jahr 2017 hält Buss 50 Prozent an der Reederei, die aktuell rund 40 Containerschiffe bereedert. Seit 2022 bereedert Leonhard&Blumberg neben Containerschiffen auf Tanker, vor allem Produktentanker. 
Seit 2018 beteiligt sich Buss an der Hanseatic Energy Hub GmbH (HEH). HEH entwickelt in Stade das erste Importterminal für Flüssigerdgas (LNG) und Wasserstoff in Deutschland. Die Inbetriebnahme des Terminals, über das etwa 15 Prozent des deutschen Gasbedarfs importiert werden kann, ist für 2027 geplant.

## Geschäftsfelder
Die Hamburger Unternehmensgruppe ist in sechs verschiedenen Bereichen aktiv.

### Hafen- und Werkslogistik
Buss Port Services betreibt Umschlagsterminals in Eemshaven; Stade und Sassnitz. Das Portfolio umfasst u. a. Hafen- und hafenbezogene Werkslogistikdienstleistungen in Hamburg, Stade, Lübeck und Duisburg. Darüber hinaus bietet Buss Port Services Stauereidienstleistungen für Stückgutschiffe und spezialisierte Arbeitnehmerüberlassung an.

### Hafen und Energie, Offshore Wind, LNG
Seit 2011 betreibt Buss das Buss Terminal in Eemshaven, einen der weltweit größten Häfen für die Offshore Windindustrie und einen der wichtigsten Basishäfen für die Offshore-Windindustrie in der Nordsee. Buss bietet Hafendienstleitungen für die Offshore Windindustrie auch in anderen Häfen an. Darüber hinaus bietet Buss die Entwicklung von Häfen für die Offshore Windindustrie an.
Das geplante LNG-Terminal Stade soll 2027 als erstes landbasiertes LNG Terminal in Deutschland fertig gestellt werden und 15 Prozent des deutschen Gasbedarfs decken.

### Erneuerbare Energien, Services für Onshore und Offshore Windkraftanlagen, QHSE
Die Buss Energy Group ist ein Dienstleister im Bereich von Onshore und Offshore-Windkraftanlagen. Zum Serviceumfang gehören Installation, Service, Wartung und Reparatur von Windkraftanlagen, sowie Rotorblattservice und Drohneninspektionen. Buss Energy hat über 2.000 Windkraftanlagen an Land und auf See errichtet und gewartet. Um Sicherheit, Gesundheit und Qualität auf Baustellen zu gewährleisten, hat Buss Energy mit Buss Arbeitsschutz eine eigene QHSE-Abteilung  ins Leben gerufen, die branchen- und herstellerübergreifend bundesweit Dienstleistungen in den Bereichen Arbeitsschutz, Baustellensicherheit, Sicherheit und Gesundheit am Arbeitsplatz, Qualitätsmanagement und Umweltschutzmanagement anbietet. 

### Logistikimmobilien
Unter dem Dach von Ixocon entwickelt und verwaltet die Buss Group Logistikzentren. Ixocon realisierte über 60 Projekte mit mehr als 800.000 Quadratmetern Lagerfläche und einem Investitionsvolumen von mehr als 600 Millionen Euro. Die von Ixocon verwaltete Fläche hat eine Größe von 600.000 Quadratmetern. Im Jahr 2017 hat Ixocon mit einem Investitionsvolumen von mehr als 130 Millionen Euro ein 150.000 Quadratmeter großes Logistikzentrum für Amazon entwickelt.

### Schifffahrt
Die Buss Group engagiert sich über drei Unternehmen in der Schifffahrt. Über die Beteiligung an Leonhardt&Blumberg bereedert Buss rund 40 Containerschiffe sowie Produktentanker. Über die Hanseatic Unity werden 150 Container- und Bulkschiffe befrachtet. 

### Investments, Buss Capital
Buss Capital ist das 2003 gegründete Emissionshaus für Kapitalanlagen. Es agiert vor allem im Bereich Container, aber auch Schiffe, Immobilien und erneuerbare Energien. Das Emissionshaus hat 75 Fonds und andere Beteiligungsprodukte aufgelegt in die mehr als 30.000 Anleger ein Gesamtinvestitionsvolumen von knapp drei Milliarden Euro investierten.

## Inhaber
Johann Killinger führt die Buss Group als geschäftsführender Gesellschafter. Im Jahr 1991 stieg der 1960 geborene Jurist in das Unternehmen ein, an dem seine Familie seinerzeit eine Minderheitsbeteiligung hielt. Im Jahr 2000 übernahm Killinger zunächst alle Anteile an dem von ihm aufgebauten Bereich Logistik und Logistikimmobilien der Buss Group. 2002 übernahm er dann alle Anteile der Buss Group und führt das Unternehmen seither als geschäftsführender Gesellschafter. 